# Quiosc de Canaletes
El quiosc de Canaletes va ser un establiment popular de begudes situat a la part superior de la Rambla de Canaletes, a prop de la plaça de Catalunya, a Barcelona. Construït el 1878 i remodelat en diverses ocasions, va ser enderrocat el 1951.

## Història
El responsable del projecte original fou Antoni Rovira i Trias, director d'Edificacions i Ornamentació de l'Ajuntament de Barcelona, càrrec des del qual va impulsar el desenvolupament i millora del mobiliari urbà de la ciutat, un àmbit fins aleshores no desenvolupat i que començava a despuntar gràcies a l'exemple de ciutats europees com París. Rovira va ser el primer en posar un afany especial a unir estètica i funcionalitat per a aquest tipus d'ornaments urbans; fins a l'any de la seva mort, el 1889, va ser el responsable d'una gran quantitat de productes instal·lats en la via pública. Entre ells, el 1875 va dissenyar una taula de ferro i palastre per a la venda de flors a la Rambla, ubicació on dos anys més tard va projectar un quiosc de fusta per a begudes, construït el 1877.

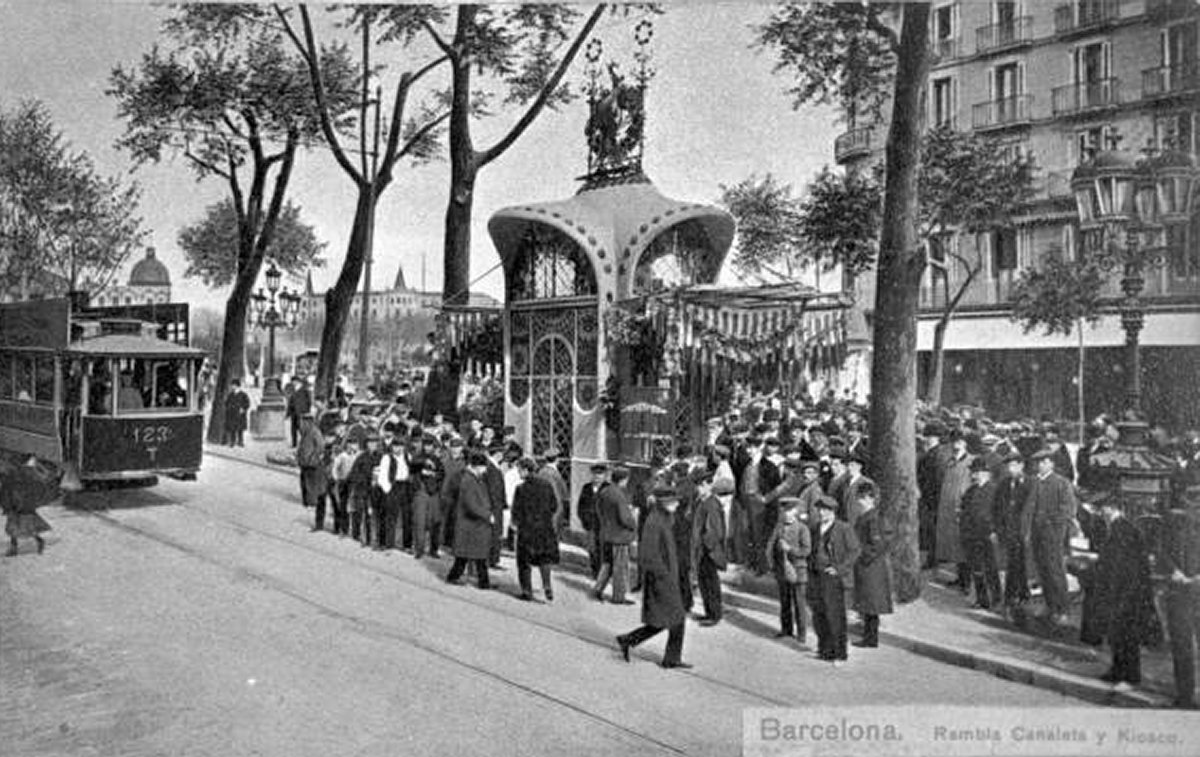
El quiosc el 1909.

El propietari del quiosc era Fèlix Pons, que regentava des de 1860 una barraca de refrescos en el Pla de la Boqueria, al tram central de la Rambla, i que va traslladar el negoci més amunt, al tram inicial de la Rambla tocant amb la plaça de Catalunya.
Aquest primer quiosc de fusta va ser substituït el 1890 per un altre dissenyat per Pere Falqués, successor de Rovira com a director d'Edificacions i Ornamentació. Un any abans, Falqués havia instal·lat al costat del quiosc la famosa font de Canaletes, que amb el temps es va convertir en una icona de la ciutat.

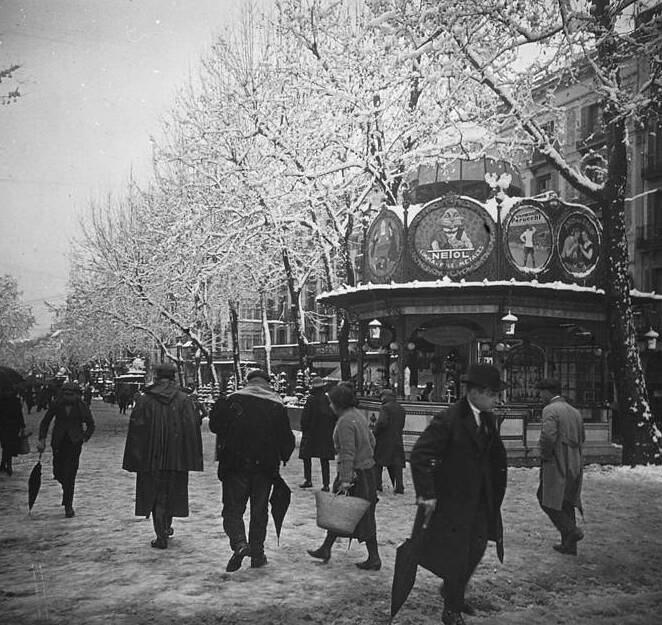
El quiosc el 1924.

El quiosc va cobrar fama en el transcurs del canvi de segle, i entre el 1901 i el 1916 va tenir el seu període de màxima esplendor, en una etapa regentada per Esteve Sala, futur president del Futbol Club Barcelona. En aquella època el lloc començava a ser freqüentat pels seguidors del Barça, com passa avui dia amb les celebracions a la font de Canaletas, de manera que la gran afluència de públic va comportar l'èxit comercial del quiosc. El 1908 el quiosc va ser novament remodelat i ampliat, amb un projecte en estil modernista de Josep Goday. Més endavant, va patir una nova remodelació en estil noucentista, a càrrec d'Antoni Utrillo.
El quiosc va ser enderrocat el 1951 per ordre de l'alcalde Antoni Maria Simarro, amb l'excusa de convertir la Rambla en una via ràpida, projecte que no es va arribar a fer, encara que la principal raó va ser la vinculació del lloc amb els seguidors del Barça i, per extensió, amb el catalanisme.